# Teesdale

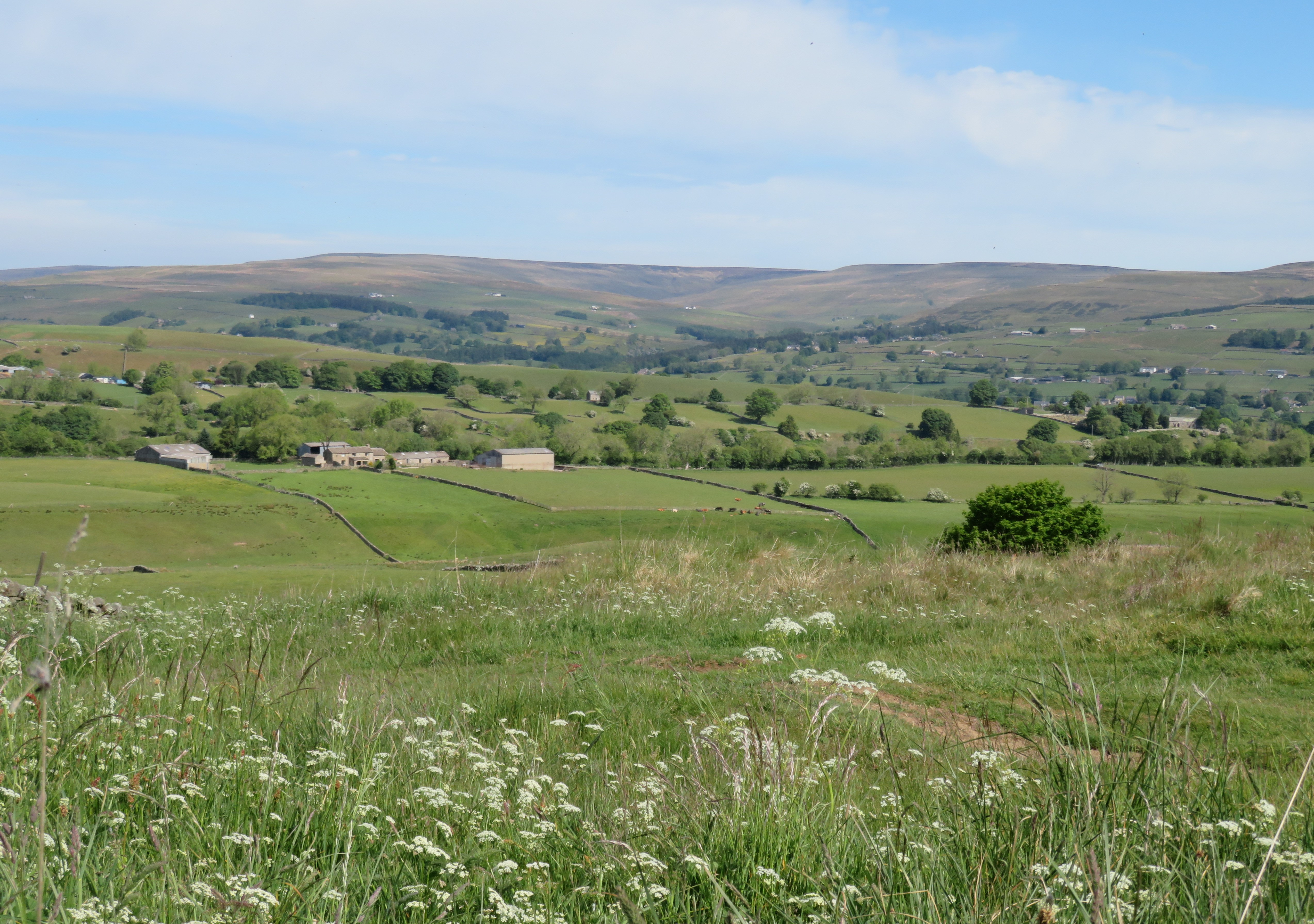
Zona de pastizales situada sobre una antigua cantera con vistas al extremo inferior de Lunedale hacia el valle principal de Teesdale

Teesdale es un valle, en el lado oriental de los Peninos en Inglaterra. Grandes partes de Teesdale quedan dentro del área de belleza natural sobresaliente de los Peninos Septentrionales (AONB) - la segunda AONB en tamaño de Inglaterra y Gales. El río Tees surge debajo de Cross Fell, la colina más alta de los Peninos, y su valle más alto es remoto y alto. El clima local fue clasificado científicamente como "subártico".
Inusualmente para los Peninos, rocas de origen volcánico, el Whin Sill contribuye a la geología superficial y el paisaje de Teesdale. Hace alrededor de 295 millones de años el magma se dispersó por las fisuras y entre los estratos. Más recientemente, en la Edad de Hielo, la actividad flacial formó el valle, y gran parte del curso del río pre-glaciar está hoy enterrada.
7.386 hectáreas fueron, en el año 1976, declaradas reserva de la biosfera de Moor House-Upper Teesdale, entre 54°36' to 54°65'N; 02°45' to 03°12'W. El ecosistema principal es el bosque templado de frondosas. La reserva comprende dos zonas vecinas: Moor House con la turbera de Calluneto-Eriophoetum-Sphagnum, que es un hábitat europeo infrecuente, y Upper Teesdale que está formado por típicos páramos de brezo, ciénaga y pradera ácida. La zona es importante internacionalmente debido a esta combinación de comunidades botánicas de los climas ártico, alpino y continental.